# Trois-Fonds
Trois-Fonds är en kommun i departementet Creuse i regionen Nouvelle-Aquitaine i de centrala delarna av Frankrike. Kommunen ligger i kantonen Jarnages som tillhör arrondissementet Guéret. År 2022 hade Trois-Fonds 132 invånare.

## Befolkningsutveckling
Antalet invånare i kommunen Trois-Fonds
Referens:INSEE